# さよならより永遠の中で
「さよならより永遠の中で」（さよならよりえいえんのなかで）は、Favorite Blueの楽曲で、8枚目のシングル。
表題曲は、映画『北京原人 Who are you?』主題歌。

## 収録曲
- 全作詞:松崎麻矢、全作曲:木村貴志、編曲:木村貴志 (#1,3)、日高智 (#2)

1. さよならより永遠の中で (5:09)
2. さよならより永遠の中で (GROOVE THAT SOUL MIX) (5:50)
3. さよならより永遠の中で (TV MIX) (5:13)